# Ebba von Eckermann (kvinnosakskvinna)
Ebba Johanna Cecilia von Eckermann, född von Hallwyl 21 maj 1866 i Stockholm, död 16 oktober 1960, var en svensk kvinnosakskvinna.

## Biografi

### Tidigt liv
Ebba von Eckermann var dotter till greve Walther och Wilhelmina von Hallwyl och växte upp på familjens gods Ericslund i Södermanland som den äldsta av familjens fyra döttrar. Hennes systrar var Ellen Roosval von Hallwyl (1867–1952), Elma (1870–1871) och Irma von Geijer (1873–1959).  Familjen tillbringade flera månader varje år utomlands, hos släktingar i Schweiz, på Rivieran och i Italien.
Från sex års ålder undervisades Ebba von Eckermann hemma.  Hon konfirmerades i Tyska kyrkan 1882 och utbildades sedan 1882–1884 vid Wallinska skolan, där hon avlade studentexamen 1884. Under sin skolgång bodde hon hos sina morföräldrar Wilhelm och Johanna Kempe i Stockholm. 
Vid den här tiden hade familjen von Hallwyl flyttat från gården i Södermanland till en våning vid Blasieholmstorg. Hennes egen önskan var att få studera vidare och bli arkitekt, men föräldrarna ville istället att hon skulle gifta sig, och därför gjorde hon debut i societetens sällskapsliv, där hon lanserades på äktenskapsmarknaden. Hon förlovade sig i maj 1885 med Wilhelm von Eckermann som var löjtnant vid flottan.

### Familj
Den 30 januari 1886 vigdes Ebba och Wilhelm von Eckermann i Tyska kyrkan. De flyttade till Karlskrona, där maken hade tjänst i flottan. Här föddes också familjens första tre barn: Harry (1886–1969), Ebba (1888–1914) och Carola (1890–1979). 1890 blev Wilhelm von Eckermann sjuk och tog avsked från flottan. Familjen flyttade då till Södertuna gård i Södermanland och skaffade sig också en våning på Sturegatan 32 i Stockholm. Makarnas fjärde barn, Wilhelm (Will) (1893–1899), dog i difteri. År 1914 dog äldsta dottern Ebba av tuberkulos; hon hade utbildat sig till läkare och smittades troligen av en patient.

### Engagemang
Ebba von Eckermann var styrelseledamot, och vice ordförande, i Fredrika Bremerförbundet, där hon hade ansvar för stipendiefonden för utbildning för kvinnor. Hon engagerade sig i Landsföreningen för kvinnans politiska rösträtt (LKPR). Hon var med i styrelsen i Sophiahemmets systerkårs råd, och satt i styrelsen för Eugeniahemmet. Hon engagerade sig också inom Röda korset. 1913 grundade hon en husmorsskola för flickor i Ljusne. Hon engagerade sig även i Sveriges flickors scoutförbund (SFS).
År 1911 bildade hon tillsammans med Lizinka Dyrssen, Louise Stenbock och Cecilia Milow Stockholms Moderata Kvinnoförbund, vars mål var att påverka lagstiftningen kring kvinnans rättigheter genom att skaffa sig inflytande över nomineringen av kandidater till politiska poster inom Moderaterna, där kvinnorna vid denna tid saknade inflytande och egen organisation inom partiet och därför inte kunde göra sig gällande inom partiet eller ha inflytande över dess kandidater. Ebba von Eckerman valdes 1912 till dess ordförande. Stockholms Moderata Kvinnoförbund omvandlades till Sveriges moderata kvinnors riksförbund, även kallad Sveriges Moderata Kvinnoförbund (SMKF), år 1915. Ebba von Eckermann, som redan var ordförande i den ursprungliga föreningen, fortsatte som ordförande inom föreningen när den blev rikstäckande, och var ordförande fram till år 1922. Hon var fortsatt verksam i förbundet långt in på 1930-talet. Som ordförande organiserade hon nationella föreläsningsturnéer och blev en respekterad politisk profil. Hon engagerade sig särskilt i reglementerad prostitution, det vill säga avskaffandet av tvångsundersökningen av prostituerade för könssjukdomar, som inte motsvarades av motsvarande undersökning av deras kunder, och bedrev en kampanj mot denna från 1918. Hon efterträddes som ordförande år 1922 av Elisabet Falkenberg.  
Mellan 1915 och 1922 anordnade Ebba von Eckermann regelbundet möten mellan studerande kvinnor och arbetarkvinnor. Syftet var att de olika grupperna skulle umgås och lära av varandra. Som konstnär är hon representerad med ett självporträtt vid Hallwylska museet.

Ebba som barn med föräldrarna Walther och Wilhelmina och lillasyster Ellen, 1868.
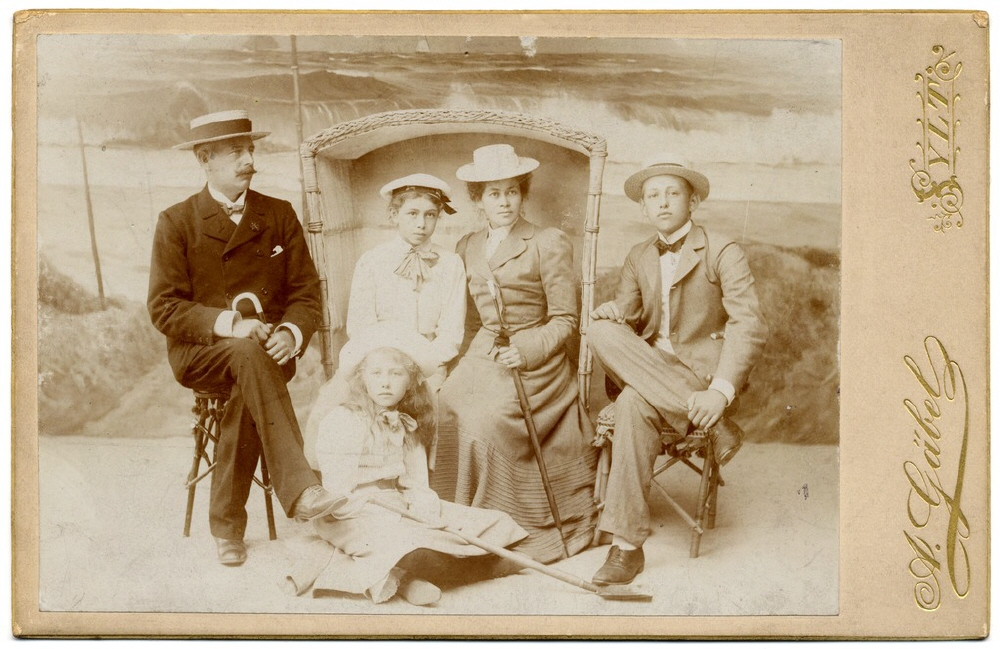
Ebba von Eckermann med maken Wilhelm och barnen Harry, Ebba och Carola.
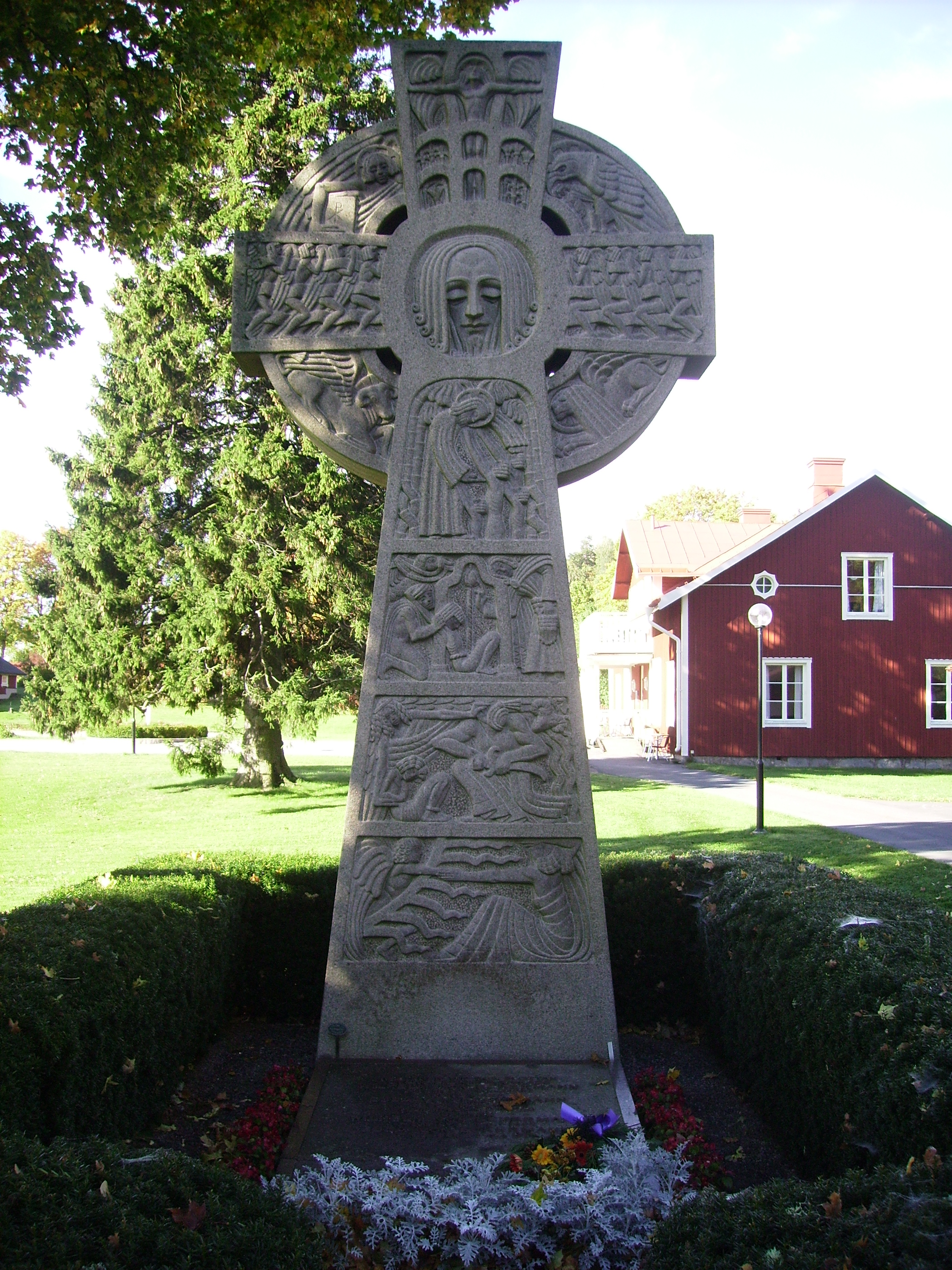
Gravvården över familjen von Eckermann  på Frustuna kyrkogård. Vården utförd av Ellen Roosval.